# Santa Maria (Estremoz)
Santa Maria (llamada oficialmente Estremoz (Santa Maria)) era una freguesia portuguesa del municipio de Estremoz, distrito de Évora.

## Historia
Fue suprimida el 28 de enero de 2013, en aplicación de una resolución de la Asamblea de la República portuguesa promulgada el 16 de enero de 2013 al unirse con la freguesia de Santo André, formando la nueva freguesia de Estremoz (Santa Maria e Santo André).